# 普安
普安（ふあん、530年 - 609年）は、中国隋代の僧侶。俗姓は郭。

## 略歴
『三蔵』、『華厳』などの仏典を学び、北周による仏教弾圧の際には終南山に隠棲し玄理を研究した。隋朝が成立すると仏教は再び隆盛となり、588年（開皇8年）には文帝の命により長安に戻り太子門師に任じられ静法寺に居住した。
609年（大業7年）に死去、終南山至相寺に埋葬され、同寺には普安塔が建立された。